# Parapsephurus
Parapsephurus è un genere estinto di pesci ossei della famiglia Polyodontidae, comunemente noti come pesci spatola. È rappresentato da una sola specie nota, la specie tipo †Parapsephurus willybemisi, descritta a partire da un esemplare quasi completo proveniente dalla Formazione di Hell Creek, nel sito fossile di Tanis, Dakota del Nord, Stati Uniti. Il deposito risale al Maastrichtiano superiore del Cretaceo, circa 66 milioni di anni fa.

## Descrizione
Parapsephurus willybemisi si distingue da tutte le altre specie note della famiglia Polyodontidae per una combinazione unica di caratteristiche morfologiche. Tra queste figurano i parietali allungati posteriormente, la fenestra longitudinalis mediana delimitata medialmente da parietale e frontale e lateralmente dal dermopterotico, fulcri caudali dorsali sottili e numerosi, un osso ioomandibolare allungato ma non a clessidra, e rastrelli branchiali corti e ampiamente spaziati.
Il rostro dell'olotipo misura circa 35 centimetri, mentre la lunghezza totale dell'esemplare è di circa 160 centimetri.

## Etimologia
Il nome del genere, Parapsephurus, fa riferimento alla somiglianza dei suoi archi branchiali corti con quelli del genere estinto Psephurus, il cosiddetto pesce spatola cinese, estinto di recente. La specie tipo, P. willybemisi, è dedicata a William E. Bemis, professore di ecologia e biologia evolutiva e curatore dei pesci presso la Cornell University, noto per i suoi studi sui pesci spatola.

## Paleoecologia
A differenza del genere vivente Polyodon, che è filtratore planctivoro, Parapsephurus era con tutta probabilità piscivoro, come Psephurus e altri generi estinti della famiglia. Questo suggerisce una dieta a base di pesci, supportata dalla morfologia della mascella e dalla disposizione dei rastrelli branchiali.
Parapsephurus appartiene al clado Polyodonti, che comprende tutti i poliodontidi ad eccezione del genere più primitivo, Protopsephurus.

## Significato paleontologico
Il ritrovamento di P. willybemisi nel sito di Tanis rappresenta una testimonianza cruciale per comprendere la diversità dei pesci spatola nel tardo Mesozoico e la loro distribuzione in Nord America immediatamente prima dell’evento di estinzione di massa del Cretaceo-Paleogene.